# Галибина, Елена Анатольевна
Еле́на Анато́льевна Гали́бина (род. 15 апреля 1966) — российская актриса театра и кино. Заслуженная артистка России (2007).

## Биография
Елена Галибина родилась 15 апреля 1966 года. В 1993 году окончила ГИТИС (курс А. В. Бородина). С 1993 года работает в Российском академическом Молодёжном Театре. Заслуженная артистка России (2007). Лауреат ежемесячной премии Международного фонда Станиславского «Московская премьера».
В 2021 году награждена медалью ордена «За заслуги перед Отечеством» II степени.

## Роли в театре (спектакли, снятые с репертуара)
- «Шинель» Н. В. Гоголя. Режиссёр: Нина Чусова —  Чиновница, хозяйка, немка

## Роли в театре (текущий репертуар)
- 1989 — «Приключения Тома Сойера» Твена. Режиссёр: Д. Крэнни — Миссис Форбс
- 2002 — «Сотворившая чудо» Гибсона. Режиссёр: Юрий Ерёмин — Анни Сюлливэн (Премия Международного фонда К. С. Станиславского, Премия Москвы в области литературы и искусства)
- 2002 — «Эраст Фандорин» Акунина. Режиссёр: Алексей Бородин — Эмма Пфуль
- 2006 — «Самоубийца» Эрдмана. Режиссёр: Вениамин Смехов — Маргарита Ивановна
- 2007 — «Берег утопии». 1 часть. Путешествие. Режиссёр: Алексей Бородин — Госпожа Беер
- «Берег утопии». 2 часть. Кораблекрушение. Режиссёр: Алексей Бородин — Мадам Гааг, мать Герцена
- «Берег утопии». 3 часть. Выброшенные на берег. Режиссёр: Алексей Бородин — Миссис Блэйни, няня у Герценых
- 2009 — «Под давлением. 1-3». Режиссёр: Егор Перегудов — Мария
- 2010 — «Алые паруса» Грина. Режиссёр: Алексей Бородин — Жена Меннерса
- 2010 — «Чехов-GALA» Чехова. Режиссёр: Алексей Бородин — Настасья Тимофеевна

## Фильмография
- 1991 — «По Таганке ходят танки»
- 1992 — «Осколок «Челленджера»» — эпизод
- 1992 — «Очень верная жена»
- 1999 — «Наш городок» (фильм-спектакль) — Миссис Уэбб
- 1999—2003 — «Простые истины» — Луиза-Мария
- 2001 — «Воровка» — Сомова, врач
- 2002 — «Трое против всех» — Тамара
- 2003 — «Трое против всех 2»
- 2003 — «Москва. Центральный округ» — Наталья Стрельцова, сестра Дарьи Стрельцовой
- 2005 — «Собака Павлова» — Светлана Сергеевна
- 2005 — «Лола и Маркиз» — тетя Каля
- 2005 — «Космос как предчувствие» — Официантка
- 2005 — «Дело о „Мёртвых душах“» — Коробочка
- 2005 — «Бедные родственники» — Мать Алены
- 2006 — «Папа на все руки» — Светлана
- 2006 — «Золотая тёща» — Валентина Карловна
- 2006 — «Конец света» — Алла Чернова
- 2007 — «Святое дело» — Зинуля
- 2007 — «Май»
- 2007 — «Бомжиха» — Гусева
- 2008 — «Сердцеедки» —  Тамара Дугина
- 2008 — «Женщина желает знать…» — Душечка
- 2008 — «Если нам судьба»
- 2008 — «Две истории о любви» — Валя
- 2008 — «И всё-таки я люблю…» — эпизод
- 2009 — «Принцесса и нищенка» — Екатерина Миколовна
- 2009 — «Однажды будет любовь» — Галина, родственница Оли
- 2010 — «Черчилль» —  Варенцова Марина Алексеевна
- 2010 — «Утомленные солнцем 2: Предстояние» — женщина на барже
- 2010 — «Метель» — Лида
- 2010 — «Выхожу тебя искать» — Лида
- 2011 — «Фурцева» — Людмила Зыкина
- 2012 — «Стальная бабочка» — Тамара Николаевна, инспектор по делам несовершеннолетних
- 2013 — «Папины дочки. Суперневесты» — старший оператор телефона доверия (408)
- 2013—2018 — «Молодежка» — Зоя Михайловна Бакина, мама Семёна Бакина
- 2017 — «Везучий случай» — продавец в продуктовом

## Примечание
1. 1 2 3 4 5  АОК, 2012.
2. ↑  Указ Президента Российской Федерации от 14 октября 2021 года № 590 «О награждении государственными наградами Российской Федерации». Дата обращения: 14 октября 2021. Архивировано 23 октября 2021 года.